# نيكيتا نيكولايفيتش
نيكيتا نيكولايفيتش (بالروسية: Николаевич, Никита Михайлович)‏ (11 سبتمبر 1997 في روسيا البيضاء - ) هو لاعب كرة قدم بيلاروسي في مركز الوسط. شارك مع منتخب بيلاروسيا تحت 21 سنة لكرة القدم. أما مع النوادي، فقد لعب مع نادي مينسك.

## وصلات خارجية
- نيكيتا نيكولايفيتش على موقع قاعدة بيانات كرة القدم.إي يو (الإنجليزية)
- نيكيتا نيكولايفيتش على موقع Soccerway.com (الإنجليزية)